# Zonsverduistering van 24 augustus 2082

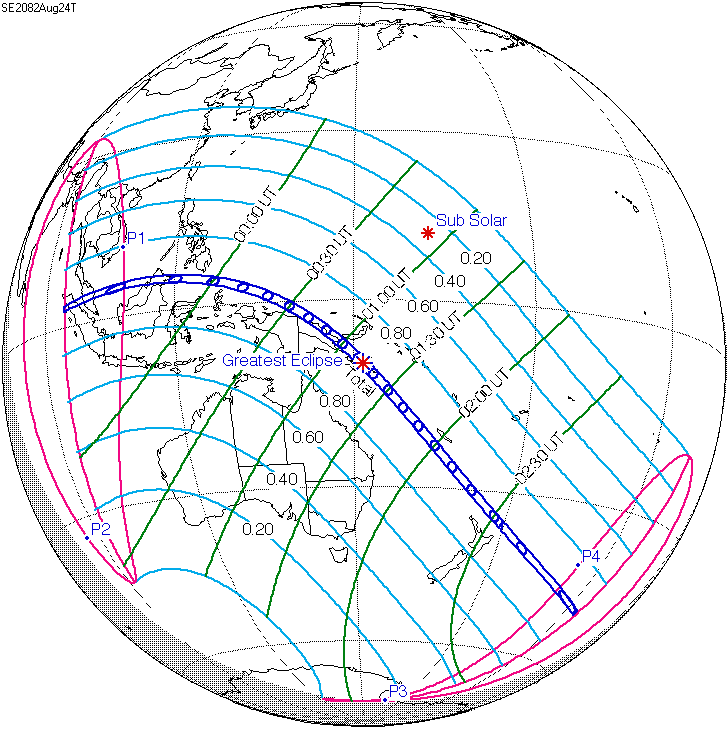
De zonsverduistering is de zien tussen de blauwe lijnen.

De totale zonsverduistering van 24 augustus 2082 trekt veel over zee, maar is op land zichtbaar vanuit deze zes (ei)landen : Indonesië, Maleisië, Brunei, Talaud, Palau en Papoea-Nieuw-Guinea. 

## Lengte

### Maximum
Het punt met maximale totaliteit ligt op zee ten zuidoosten van Papoea-Nieuw-Guinea op coördinatenpunt 10.279° Zuid / 151.7754° Oost en duurt 4m00,9s.

### Limieten
| Fenomeen                    | Code | Tijdstip UTC |
| --------------------------- | ---- | ------------ |
| Eerste contact bijschaduw   | P1   | 22:36:39.9   |
| Eerste contact kernschaduw  | U1   | 23:36:01.7   |
| Kernschaduw compleet vanaf  | U2   | 23:37:45.1   |
| Bijschaduw compleet vanaf   | P2   | 00:49:48.2   |
| Maximum eclips              | GE   | 01:13:47.9   |
| Bijschaduw compleet t/m     | P3   | 01:37:19.9   |
| Kernschaduw compleet t/m    | U3   | 02:49:34.8   |
| Laatste contact kernschaduw | U4   | 02:51:22.6   |
| Laatste contact bijschaduw  | P4   | 03:50:42.8   |